# КНП «Медичний центр реабілітації та паліативної допомоги»
Комунальне некомерційне підприємство «Медичний центр реабілітації та паліативної допомоги» — лікарняний заклад Департаменту охорони здоров'я Київської міської державної адміністрації , що надає  послуги з медичної реабілітації та відновного лікування. 
Розташований в історичній курортній місцевості Пуща-Водиця північно-західної частини столиці України, в Оболонському районі міста Києва по вулиці Федора Максименка, 26, поблизу парку «Пуща-Водиця».

## Історія
Установу було побудовано та введено в експлуатацію в 1982 році, як «Госпіталь для інвалідів Великої Вітчизняної війни». 

## Сучасний стан
Рішенням КМДА №-669 від 30.08.2010 медичний заклад був офіційно наіменований «Київським міським клінічним шпиталем інвалідів Великої Вітчизняної війни».
З 2016 року заклад носив назву «Київський міський клінічний госпіталь ветеранів війни».
Згідно рішення Київської міської ради від 13 липня 2023 року № 6926/6967 заклад було перейменовано на Комунальне некомерційне підприємство «Медичний центр реабілітації та паліативної допомоги».
Центр надає  медичні та реабілітаційі послуги в стаціонарних відділенях за основними напрямками:
- неврологія.
- терапія.
- реабілітаційна допомога.
- паліативна допомога.
- психіатрична допомога.

Наявні усі види сучасних досліджень за напрямками діяльності центру. Представлені сучасні методи реабілітаційного лікування.

## Дивись також
- Паліативна допомога
- Воєнно-медична доктрина України
- Головний військово-медичний госпіталь Міністерства оборони України
- Центральний клінічний госпіталь Державної прикордонної служби України
- Центральний госпіталь Служби безпеки України
- Центральний госпіталь Міністерства внутрішніх справ України
- Лікарня відновного лікування Міністерства внутрішніх справ України
- Клінічна лікарня «Феофанія»
- Львівський обласний госпіталь інвалідів війни та репресованих імені Юрія Липи